# El repórter Tribulete
El Reporter Tribulete, amb l'afegitó, "Que en todas partes se mete", és una sèrie de ficció de còmics d'humor i el nom del seu personatge protagonista, creat per Cifré per a la revista de l'editorial Bruguera Pulgarcito, en el seu número 1, publicat suposadament el 27 de desembre de 1946. L'ofici del personatge és el de periodista, treballa al diari El chafardero Indomable.

## Vida quotidiana
El Reporter Tribulete és un obrer del periodisme. La seva feina la desenvolupa al diari El Chafardero indomable, el seu cap és un director absolutament dèspota, que no té cap mirament amb agredir-lo a la més mínima oportunitat. El seu aspecte físic és el d'un home menut, rostre afable, el nas amb forma de botifarró lleugerament aixecat de la punta, i sensació que és un bon jan. Tribulete és un home solter, això no vol dir que no tingui algun que d'altre compromís.
La tasca d'un reporter en la postguerra, on la llibertat d'expressió és una quimera i la veritat és amagada sistemàticament no és gens fàcil. És probable que sigui per això que dedica la seva tasca a escriure sobre articles absolutament absurds, s'inventa critiques i cròniques d'espectacles. En les entrevistes exclusives confon els protagonistes, això comporta uns considerables enrenous a la redacció del diari. El director del diari, arriba a l'extrem de segrestar a Tribulete i tancar-lo a un forat per poder vendre la notícia del segrest del seu periodista i així poder augmentar la venda de diaris. És en Tribulete qui en una altra ocasió li clava una pallissa al seu cap per poder posar la notícia amb portada i així també augmentar la venda de diaris.
El Chismoso Insumergible i El Berrido Urbano són alguns dels diaris de la competència. Amb general a la seva feina en Tribulete té molt poca sort.
El sou de Tribulete és molt baix, això el porta al plantejament de treballar a les seves hores lliures com a fotògraf de carrer, perquè com ell molt bé diu, amb la paga, "ni para tabaco" un altre dels inconvenients del poc sou és que el varen fer fora del pis on vivia a la "Calle del Pez" número 33, per què devia uns quants anys de lloguer. Fou així que es va veure obligat a viure a una pensió. Sembla que el destí, porta a Tribulete, a trobar-se amb el drama, una vegada i una altra d'un foli en blanc a l'hora de tancar l'edició del diari.
Personatges Secundaris
El Director, del diari i Cepillo, Redactor del Diari

## Autors
El probable creador fou Rafael Gonzalez al guió i Guillem Cifré i Figuerola al dibuix.
A la mort de l'autor, el personatge es va continuar publicant a les revistes de l'editorial Bruguera, fins a la seua desaparició el 1986. Va ser dibuixada per autors anònims com Enrich, Ayné Enrich o Antoni Bancells Pujadas.

## Publicacions
Publicacions de còmic on s'ha publicat el personatge
| Nom                    | Editorial                | Any  | Format  | Enquadernació | Mides    | Als Numeros                                                                                    |
| ---------------------- | ------------------------ | ---- | ------- | ------------- | -------- | ---------------------------------------------------------------------------------------------- |
| Pulgarcito             | Editorial Bruguera, S.A. | 1946 | quadern | grapa         | 21x16 cm | 1,28,77,79,80,1755,1886,1926,2034,2039,2055,2236, 2261,2353,2368,2464,2465,2497,2499,2566,2567 |
| Vacaciones todo el año | Editorial Bruguera, S.A. | 1948 | quadern | grapa         |          | 2                                                                                              |
| Super Pulgarcito       | Editorial Bruguera, S.A. | 1949 | quadern | grapa         | 24x17 cm | 1,22,23,24                                                                                     |
| Magos de la risa       | Editorial Bruguera, S.A. | 1950 | quadern | grapa         | 17x24 cm | 13,26                                                                                          |
| Magos del Lapiz        | Editorial Bruguera, S.A. | 1950 | quadern | grapa         | 24x17 cm | 2,17,27                                                                                        |
| Pirulete               | Editorial Bruguera, S.A. | 1952 | quadern | grapa         | 26x19 cm | 26                                                                                             |
| Tio Vivo (2 època)     | Editorial Bruguera, S.A. | 1961 | quadern | grapa         | 26x18 cm | a diversos números                                                                             |
| Mortadelo              | Editorial Bruguera, S.A. | 1970 | quadern | grapa         | 26x18 cm | a diversos nùmeros                                                                             |

(publicacions on s'ha publicat el Personatge) 
- Super Pulgarcito (1970)
- Revista, Mortadelo (Bruguera, 1970)
- Super Mortadelo (Bruguera 1972)
- Super Tio Vivo (Bruguera 1972)